# Dionisia Manzanero Salas
Dionisia Manzanero Salas   (Madrid, 1919 - Madrid, 5 d'agost de 1939) va ser una de les Tretze Roses, dones espanyoles afusellades el 5 d'agost de 1939 a l'exterior del cementiri de l'Almudena després d'acabar la guerra civil, al costat de 46 homes. Tothom va ser acusat de pertànyer a les Joventuts Socialistes Unificades (JSU) o al Partit Comunista d'Espanya (PCE).

## Trajectòria
Dionisia va néixer al barri madrileny de Cuatro Caminos. El seu pare, León Manzanero, era militant de la Unió General de Treballadors (UGT). Durant la guerra va prestar auxili a famílies necessitades, va treballar com a infermera a l'hospital de les Brigades Internacionals i va anar al capdavant amb el batalló Octubre. El 1938 es va afiliar al PCE després que un obús matés la seva germana. Allí va treballar com a mecanògrafa en el sector de Chamartín de la Rosa. Es va fer amiga de Rosario Sánchez Mora coneguda com a "Rosario la dinamitera" amb qui va passar tres mesos a l'Escola de Quadres. També en el partit va conèixer el seu xicot Bautista Almarza que durant la guerra va ser responsable d'una divisió de tancs de València. L'última vegada que el va veure va ser a principis del 1939 quan ell va anar a Madrid en uns dies de permís. En el moment de la detenció de Manzanero, ella sabia que ell havia estat fet presoner a València i estava empresonat al camp de concentració d'Albatera.
Després d'acabar la guerra, Federico Bascuñana va contactar amb ella, com també havia contactat amb la seva amiga Pilar Bueno Ibáñez, a través de la seva dona i li va demanar treballar a la clandestinitat com a enllaç per portar i portar missatges entre dirigents.
Va ser detinguda de matinada al domicili familiar. Va ingressar a la presó de Ventas el 17 de maig de 1939. No va ser portada al departament de menors creat a iniciativa de María Sánchez Arbós, presa de la presó, sinó que va ser enviada a una galeria. En una de les seves cartes dirigida a la seva família indica els seus senyals, estava a la primera galeria dreta, cel·la 18.
A l'expedient número 30.426, una testimoni, sense al·ludir directament a Manzanero, esmenta que al domicili de Blanca Brissac (una altra de les Tretze Roses), es planejava un intent de complot contra el general Franco el dia de la desfilada en el primer Any de la Victòria; no obstant això, aquesta circumstància, considerada avui dia com a incerta, va ser descartada, i no va ser acusada per aquests fets. L'assassinat de Manzanero, al costat del de les altres Roses i els Quaranta-tres Clavells, és considerat com una represàlia per l'atemptat que van perpetrar tres militants més de les JSU contra el comandant de la Guàrdia Civil i membre del Servei d'Informació i Policia Militar franquista, Isaac Gabaldón, la seva filla i el conductor José Luis Díez Madrigal. No obstant això, Manzanero mai va ser acusada d'això, atès que cap de les roses havien tingut relació amb aquest fet, ja que estaven empresonades en aquell moment.
Va ser condemnada a mort perquè va resultar provat que era "l'enllaç de Bascuñana per al contacte amb les diverses branques de les organitzacions de les JSU i el Partit Comunista".
La sentència de la causa judicial, amb data 3 d'agost, va ser aprovada aquell mateix dia per l'Auditoria de Guerra, però al text es feia constar que l'execució de les penes de mort romandria en suspens fins que es rebés l'assabentat del general Franco, cap de l'Estat. La sentència es va executar el dia 5 sense esperar a rebre aquest assabentat, que no va ser signat fins al dia 13. Aquesta celeritat va impedir que els familiars fossin avisats. Segons va relatar María Manzanero, germana de Dionosia, quan van arribar a la presó el dia 5 a recollir signatures sol·licitant l'ajornament de la sentència, els van dir que ja les havien afusellat. Després de rebre la notícia, es van traslladar al cementiri on ella va poder veure el cadàver de la germana.
Les instàncies d'indult no van ser cursades per la directora Carmen Castro.